# Maurice Paléologue
George Maurice Paléologue (n. 13 ianuarie 1859, Paris, Franța – d. 18 noiembrie 1944, Paris, Franța), întâlnit uneori și sub numele de Maurice Paleologu, a fost un diplomat, istoric și eseist francez de origine română, membru titular al Academiei Franceze.

## Biografie

### Origini și familie
Maurice Paléologue s-a născut în 1859 în Paris. Tatăl său, Alexandru Gulianu-Paleologu, a fost un revoluționar pașoptist român, născut în 1824 în București. El s-a refugiat în Franța după ce a fost acuzat de complot împotriva domnitorului Țării Românești, Gheorghe Bibescu. Alexandru s-a căsătorit în 1851 cu Frédérique de Ridder, mama lui Maurice, care era fiica muzicianului belgiam Gustave de Ridder. Maurice a fost unchiul pictorului româno-american Jean de Paleologu.

### Carieră diplomatică
După ce a absolvit Facultatea de Drept din Paris, unde a fost coleg cu Raymond Poincaré, a intrat în diplomație. A fost mai întâi secretar la ambasadele din Tanger, Beijing și Roma, iar, în 1907, a fost numit Ambasador al Franței în Bulgaria, funcție pe care a ocupat-o până în 1912. 
În 1914 a fost numit ambasador al Franței în Imperiul Rus, funcție pe care a exercitat-o pe durata Primului Război Mondial, până la Revoluția Rusă din 1917. Întors în Franța, el a devenit secretar al Ministerului de Externe în guvernul lui Alexandre Millerand. 

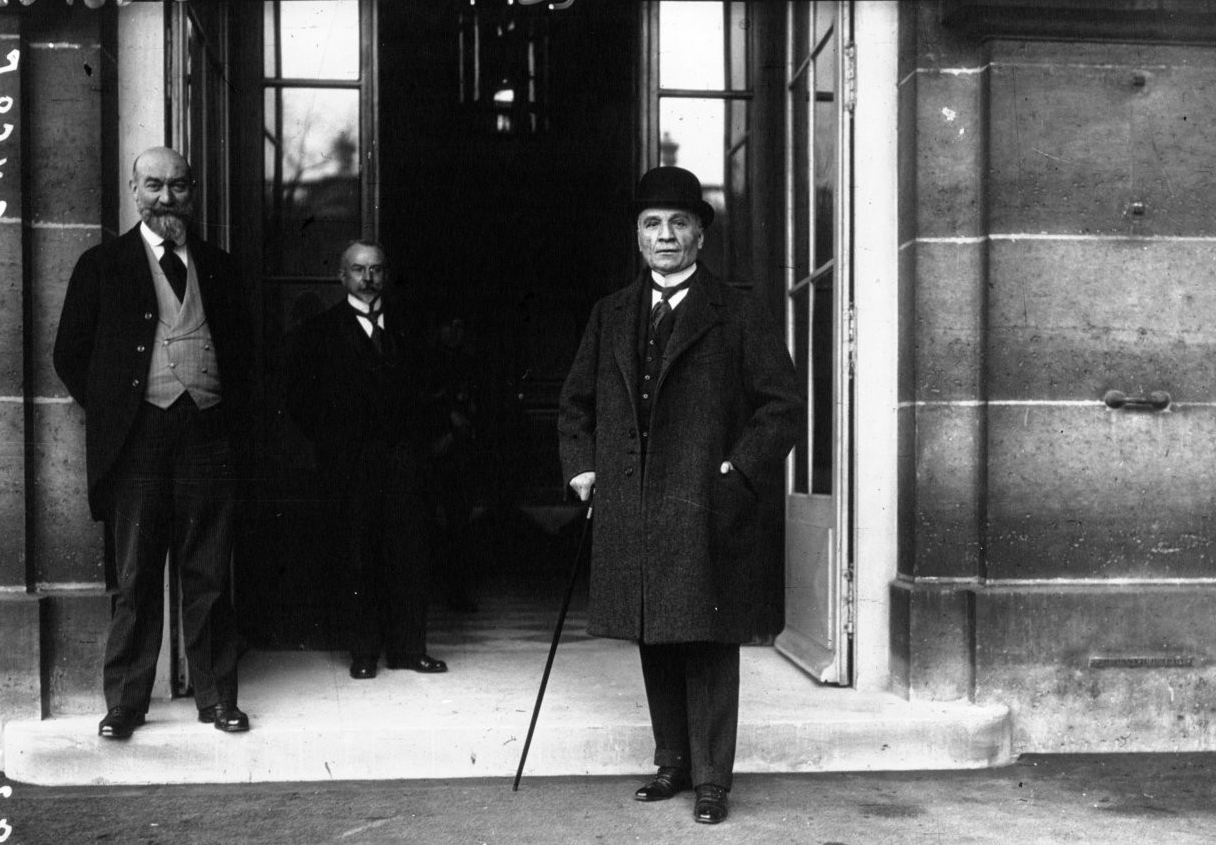
Paléologue (în centru) în 1920

Ca istoric și eseist, a publicat mai multe lucrări despre istoria Rusiei, inclusiv din experiențele sale cu Împărăteasa Alexandra și Rasputin. 
Paléologue a decedat pe 18 noiembrie 1944 la Paris, la vârsta de 85 de ani.